# Coptocercus galachrous
Coptocercus galachrous är en skalbaggsart som beskrevs av Wang 1995. Coptocercus galachrous ingår i släktet Coptocercus och familjen långhorningar. Inga underarter finns listade i Catalogue of Life.